# Syrisk-ortodox patriark av Antiokia
Den syrisk-ortodoxe patriarken av Antiokia leder Syrisk-ortodoxa kyrkan, en av de Orientaliskt ortodoxa kyrkorna.

## Historia
Det gamla Antiokia-patriarkatet härrörde från kristendomens äldsta tid, och grundandet av lokalkyrkan i Antiokia nämns i Apostlagärningarna i Nya Testamentet. Från och med år 518 splittrades Antiokia-patriarkatet i två kyrkor, Antiokias kyrka och Syrisk-ortodoxa kyrkan. Det finns sedan dess flera kyrkoledare som gör anspråk på titeln.

## Nuvarande innehavare
Den nuvarande syrisk-ortodoxe patriarken av Antiokia är Moran Mor Ignatius Aphrem II Karim med säte i Damaskus. Han efterträdde Moran Mor Ignatius Zakka I Iwas, som dog 21 mars 2014. Ignatius Aphrem II Karim installerades på sin post 29 maj 2014.